# Papyeong-myeon
Papyeong-myeon (koreanska: 파평면) är en socken i kommunen Paju i provinsen Gyeonggi i den nordvästra delen av Sydkorea, 40 km norr om huvudstaden Seoul.